# 今治市
今治市（日语：／ Imabari shi）是位於日本愛媛縣東北部的城市，也是縣內人口第二多的城市。轄區坐落於高繩半島上，北邊面向瀨戶內海，東北端為日本三大急潮之一的來島海峽，當地人口多集中在今治街道、JR四國予讚線和國道317號沿線。今治市在昭和時期作為以毛巾、紡織、航運等產業為主的港口都市而快速發展。現今當地以毛巾與造船等產業而聞名，其中毛巾的產量約佔日本毛巾總產量的60%。而根據統計，2022年今治市的製造品生產毛額位居愛媛縣內第二。
四國八十八箇所中的第54號札所延命寺、第55號札所南光坊、第56號札所泰山寺、第57號札所榮福寺、第58號札所仙遊寺，以及第59號札所伊予國分寺皆坐落於市內。

## 地理
今治市境內約64.5%的面積被山林覆蓋，南部與西部為高繩山地，其周邊坐落著今治丘陵與今治台地，今治平原則位於沿海地區。今治市的轄區包括瀨戶內海上藝予群島中的多個島嶼。其中大島、伯方島和大三島透過西瀨戶自動車道的來島海峽大橋、伯方-大島大橋、大三島橋以及多多羅大橋與廣島縣尾道市相連，岡村島則透過7座橋樑與吳市相連。

### 氣候
今治市在氣候上屬於瀨戶內海式氣候，由於夏季和冬季的季風分別被四國山地與中國山地阻擋，當地全年溫暖且雨量較少。根據統計，1981年至2010年今治市的年均溫為15.9℃，年均降雨量則為1211毫米。

## 經濟
今治市的船舶建造數量約佔日本總製造量的18%，是日本名列前茅的航運都市。當地也相當盛行毛巾和紡織品等與纖維相關的產業，其毛巾生產量佔日本國內的60%。傳統產業為漁業以及漁船製造業，現今逐步擴及到電機、機械製造領域。服務業以運輸業和零售業為主，太陽石油和住友金屬等重工業企業在室內設有工廠，伯方鹽業和櫻井漆器等傳統產業轉型於觀光業小規模生存。

## 人口
| 今治市人口分布圖 |                                               |  |
| 今治市與日本全國年齡別人口分布比較圖 （2005年資料） | 今治市的年齡、男女別人口分布圖 （2005年資料） |  |
| ■紫色是今治市 ■綠色是全国 | ■藍色是男性 ■紅色是女性                       |  |
| 今治市人口變化 \| 1970年 \| 189,918人 \| \| \| 1975年 \| 196,817人 \| \| \| 1980年 \| 197,818人 \| \| \| 1985年 \| 197,774人 \| \| \| 1990年 \| 191,504人 \| \| \| 1995年 \| 185,435人 \| \| \| 2000年 \| 180,627人 \| \| \| 2005年 \| 173,983人 \| \| \| 2010年 \| 166,532人 \| \| \| 2015年 \| 158,114人 \| \| \| 2020年 \| 151,672人 \| \| |                                               |  |
| 資料來源：日本總務省統計中心提供之人口普查數據 |                                               |  |
| 1970年 | 189,918人                                     |  |
| 1975年 | 196,817人                                     |  |
| 1980年 | 197,818人                                     |  |
| 1985年 | 197,774人                                     |  |
| 1990年 | 191,504人                                     |  |
| 1995年 | 185,435人                                     |  |
| 2000年 | 180,627人                                     |  |
| 2005年 | 173,983人                                     |  |
| 2010年 | 166,532人                                     |  |
| 2015年 | 158,114人                                     |  |
| 2020年 | 151,672人                                     |  |

## 歷史

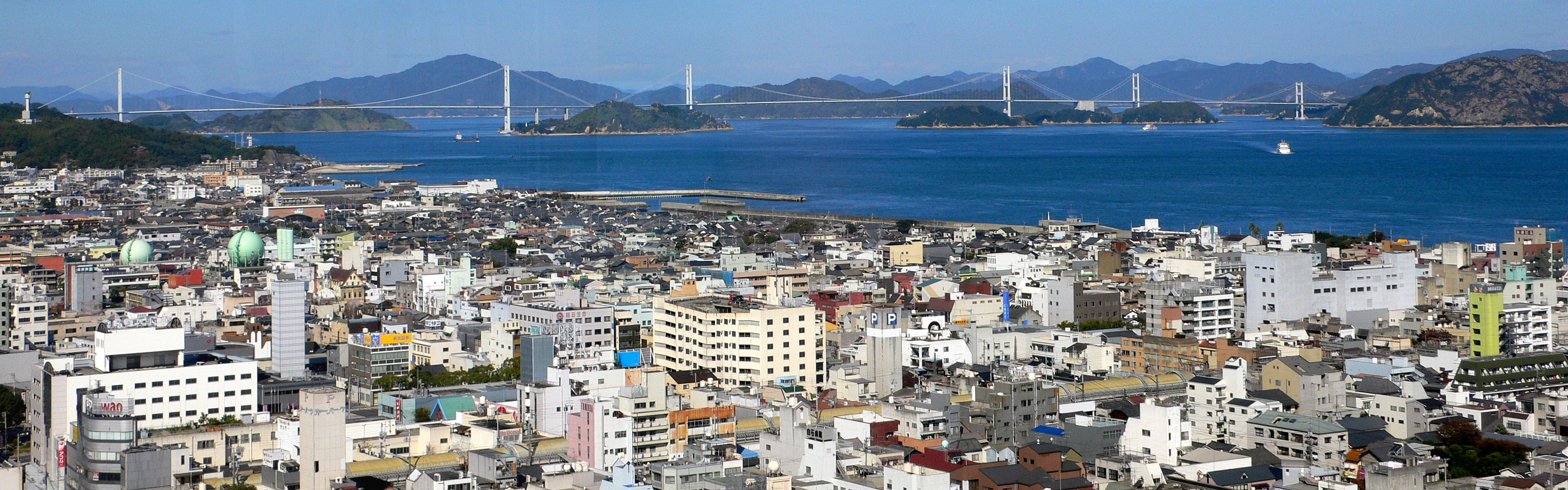
今治市市區與來島海峽大橋

當地作為瀨戶内海上的交通要衝，自古以來便相當盛行航運業，同時今治地區也是伊予國國府的所在地。江戶時代，藤堂高虎因在關原之戰中立下戰功，而被德川家康獲封半個伊予國，共20萬石的領地。藤堂高虎入主伊予國後，於慶長7年（1602年）開始修建今治城，並於慶長13年（1608年）完工。今治城落成後，當地便作為今治城的城下町開始發展。同年（1608年）藤堂高虎轉封至伊賀國與伊勢國後，由高虎的養子藤堂高吉擔任今治城城代，並獲封越智郡2萬石。當地在明治時期的廢藩置縣後一度成為今治縣，隨後與松山縣、西條縣、小松縣合併為新設置的松山縣（後又改名為石鐵縣），並成為縣政府所在地。之後神山縣合併為愛媛縣後，縣政府遷移到松山市。

### 行政區劃變遷
資料參閱：
- 1889年12月15日：實施町村制，現在的轄區在當時分屬：
  - 越智郡：今治町、日吉村、近見村、立花村、櫻井村、富田村、清水村、日高村、東伯方村、西伯方村、宮窪村、鈍川村、九和村、鴨部村、龍岡村、津倉村、龜山村、大山村、上朝倉村、下朝倉村、瀨戶崎村、盛口村、鏡村、宮浦村、岡山村、關前村。
  - 野間郡：波止濱村、菊間村、歌仙村、龜岡村、波方村、小西村、大井村、乃萬村。
- 1897年4月1日：野間郡和越智郡合併為新設立的越智郡。
- 1899年7月1日：渦浦村從龜山村分村。
- 1908年1月1日：
  - 波止濱村改制為波止濱町。
  - 菊間村改制為菊間町。
- 1917年10月1日：櫻井村改制為櫻井町。
- 1920年2月11日：今治町和日吉村合併為今治市。
- 1925年4月1日：歌仙村被併入菊間町。
- 1933年2月11日：近見村被併入今治市。
- 1940年1月1日：立花村被併入今治市。
- 1940年11月1日：東伯方村改制並改名為伯方町。
- 1952年8月1日：宮窪村改制為宮窪町。
- 1954年3月31日：
  - 鈍川村、九和村、鴨部村、龍岡村合併為玉川村。
  - 津倉村、龜山村、渦浦村和大山村的部份地區（福田、泊、田浦地區）合併為吉海町。
  - 大山村的其餘地區（早川、余所國地區）被併入宮窪町。
- 1955年1月1日：伯方町和西伯方村合併為新設置的伯方町。
- 1955年2月1日：櫻井町、富田村、清水村、日高村、乃萬村、波止濱町被併入今治市。
- 1955年3月31日：
  - 大井村和小西村合併為大西町。
  - 瀨戶崎村和盛口村合併為上浦村。
  - 鏡村和宮浦村合併為大三島町。
  - 龜岡村和菊間町合併為新設置的菊間町。
- 1955年8月1日：吉海町的馬島地區被併入今治市。
- 1956年3月31日：上朝倉村和下朝倉村合併維朝倉村。
- 1956年9月23日：岡山村被併入大三島町。
- 1960年3月1日：波方村改制為波方町。
- 1960年5月1日：波方町的部份地區被併入今治市。
- 1962年4月1日：玉川村改制為玉川町。
- 1964年4月1日：上浦村改制為上浦町。
- 2005年1月16日：菊間町、大西町、波方町、玉川町、朝倉村、吉海町、宮窪町、伯方町、大三島町、上浦町、關前村和今治市合併為新設置的今治市。

### 變遷表
| 1889年4月1日             | 1889年 - 1926年         | 1926年 - 1954年                  | 1955年 - 1989年              | 1955年 - 1989年            | 1989年 - 現在              | 現在                       |
| ------------------------ | ----------------------- | -------------------------------- | ---------------------------- | -------------------------- | -------------------------- | -------------------------- |
| 菊間村                   | 1908年1月1日 菊間町     | 菊間町                           | 1955年3月31日 合併為菊間町   | 1955年3月31日 合併為菊間町 | 2005年1月16日 合併為今治市 | 2005年1月16日 合併為今治市 |
| 歌仙村                   | 1925年4月1日 併入菊間町 | 菊間町                           | 1955年3月31日 合併為菊間町   | 1955年3月31日 合併為菊間町 | 2005年1月16日 合併為今治市 | 2005年1月16日 合併為今治市 |
| 龜岡村                   |                         |                                  | 1955年3月31日 合併為菊間町   | 1955年3月31日 合併為菊間町 | 2005年1月16日 合併為今治市 | 2005年1月16日 合併為今治市 |
| 波方村                   | 波方村                  | 波方村                           | 1960年3月1日 波方町          | 1960年3月1日 波方町        | 2005年1月16日 合併為今治市 | 2005年1月16日 合併為今治市 |
| 小西村                   | 小西村                  | 小西村                           | 1955年3月31日 合併為大西町   | 1955年3月31日 合併為大西町 | 2005年1月16日 合併為今治市 | 2005年1月16日 合併為今治市 |
| 大井村                   |                         |                                  | 1955年3月31日 合併為大西町   | 1955年3月31日 合併為大西町 | 2005年1月16日 合併為今治市 | 2005年1月16日 合併為今治市 |
| 波止濱村                 | 1908年1月1日 波止濱町   | 1908年1月1日 波止濱町            | 1955年2月1日 併入今治市      | 今治市                     | 2005年1月16日 合併為今治市 | 2005年1月16日 合併為今治市 |
| 乃萬村                   |                         |                                  | 1955年2月1日 併入今治市      | 今治市                     | 2005年1月16日 合併為今治市 | 2005年1月16日 合併為今治市 |
| 今治町                   | 1920年2月11日 今治市    | 1920年2月11日 今治市             | 今治市                       | 今治市                     | 2005年1月16日 合併為今治市 | 2005年1月16日 合併為今治市 |
| 日吉村                   | 1920年2月11日 今治市    | 1920年2月11日 今治市             | 今治市                       | 今治市                     | 2005年1月16日 合併為今治市 | 2005年1月16日 合併為今治市 |
| 近見村                   | 近見村                  | 1933年2月11日 併入今治市         | 今治市                       | 今治市                     | 2005年1月16日 合併為今治市 | 2005年1月16日 合併為今治市 |
| 立花村                   | 立花村                  | 1940年1月1日 併入今治市          | 今治市                       | 今治市                     | 2005年1月16日 合併為今治市 | 2005年1月16日 合併為今治市 |
| 櫻井村                   | 1917年10月1日 櫻井町    | 1917年10月1日 櫻井町             | 1955年2月1日 併入今治市      | 今治市                     | 2005年1月16日 合併為今治市 | 2005年1月16日 合併為今治市 |
| 富田村                   |                         |                                  | 1955年2月1日 併入今治市      | 今治市                     | 2005年1月16日 合併為今治市 | 2005年1月16日 合併為今治市 |
| 清水村                   |                         |                                  | 1955年2月1日 併入今治市      | 今治市                     | 2005年1月16日 合併為今治市 | 2005年1月16日 合併為今治市 |
| 日高村                   |                         |                                  | 1955年2月1日 併入今治市      | 今治市                     | 2005年1月16日 合併為今治市 | 2005年1月16日 合併為今治市 |
| 東伯方村                 | 東伯方村                | 1940年11月1日 改制並改名為伯方町 | 1955年1月1日 合併為伯方町    | 1955年1月1日 合併為伯方町  | 2005年1月16日 合併為今治市 | 2005年1月16日 合併為今治市 |
| 西伯方村                 |                         |                                  | 1955年1月1日 合併為伯方町    | 1955年1月1日 合併為伯方町  | 2005年1月16日 合併為今治市 | 2005年1月16日 合併為今治市 |
| 鈍川村                   | 鈍川村                  | 1954年3月31日 合併為玉川村       | 1962年4月1日 玉川町          | 1962年4月1日 玉川町        | 2005年1月16日 合併為今治市 | 2005年1月16日 合併為今治市 |
| 九和村                   |                         | 1954年3月31日 合併為玉川村       | 1962年4月1日 玉川町          | 1962年4月1日 玉川町        | 2005年1月16日 合併為今治市 | 2005年1月16日 合併為今治市 |
| 鴨部村                   |                         | 1954年3月31日 合併為玉川村       | 1962年4月1日 玉川町          | 1962年4月1日 玉川町        | 2005年1月16日 合併為今治市 | 2005年1月16日 合併為今治市 |
| 龍岡村                   |                         | 1954年3月31日 合併為玉川村       | 1962年4月1日 玉川町          | 1962年4月1日 玉川町        | 2005年1月16日 合併為今治市 | 2005年1月16日 合併為今治市 |
| 津倉村                   | 津倉村                  | 1954年3月31日 合併為吉海町       | 1954年3月31日 合併為吉海町   | 1954年3月31日 合併為吉海町 | 2005年1月16日 合併為今治市 | 2005年1月16日 合併為今治市 |
| 龜山村                   | 龜山村                  | 1954年3月31日 合併為吉海町       | 1954年3月31日 合併為吉海町   | 1954年3月31日 合併為吉海町 | 2005年1月16日 合併為今治市 | 2005年1月16日 合併為今治市 |
| 龜山村                   | 1899年7月1日 渦浦村分村 | 1954年3月31日 合併為吉海町       | 1954年3月31日 合併為吉海町   | 1954年3月31日 合併為吉海町 | 2005年1月16日 合併為今治市 | 2005年1月16日 合併為今治市 |
| 大山村                   |                         | 1954年3月31日 合併為吉海町       | 1954年3月31日 合併為吉海町   | 1954年3月31日 合併為吉海町 | 2005年1月16日 合併為今治市 | 2005年1月16日 合併為今治市 |
| 1954年3月31日 併入宮窪町 | 宮窪町                  | 宮窪町                           |                              |                            | 2005年1月16日 合併為今治市 | 2005年1月16日 合併為今治市 |
| 宮窪村                   | 宮窪村                  | 宮窪町                           | 1952年8月1日 宮窪町          |                            | 2005年1月16日 合併為今治市 | 2005年1月16日 合併為今治市 |
| 上朝倉村                 | 上朝倉村                | 上朝倉村                         | 1956年3月31日 合併為朝倉村   | 1956年3月31日 合併為朝倉村 | 2005年1月16日 合併為今治市 | 2005年1月16日 合併為今治市 |
| 下朝倉村                 |                         |                                  | 1956年3月31日 合併為朝倉村   | 1956年3月31日 合併為朝倉村 | 2005年1月16日 合併為今治市 | 2005年1月16日 合併為今治市 |
| 瀨戶崎村                 | 瀨戶崎村                | 瀨戶崎村                         | 1955年3月31日 合併為上浦村   | 1964年4月1日 上浦町        | 2005年1月16日 合併為今治市 | 2005年1月16日 合併為今治市 |
| 盛口村                   |                         |                                  | 1955年3月31日 合併為上浦村   | 1964年4月1日 上浦町        | 2005年1月16日 合併為今治市 | 2005年1月16日 合併為今治市 |
| 鏡村                     | 鏡村                    | 鏡村                             | 1955年3月31日 合併為大三島町 | 大三島町                   | 2005年1月16日 合併為今治市 | 2005年1月16日 合併為今治市 |
| 宮浦村                   |                         |                                  | 1955年3月31日 合併為大三島町 | 大三島町                   | 2005年1月16日 合併為今治市 | 2005年1月16日 合併為今治市 |
| 岡山村                   | 岡山村                  | 岡山村                           | 1956年9月23日 併入大三島町   | 大三島町                   | 2005年1月16日 合併為今治市 | 2005年1月16日 合併為今治市 |
| 關前村                   |                         |                                  |                              |                            | 2005年1月16日 合併為今治市 | 2005年1月16日 合併為今治市 |

## 交通
今治市透過西瀨戸自動車道與廣島縣尾道市相連，轄區內的部分島嶼則透過安藝灘大橋與廣島縣吳市相連。

### 鐵路
- 四國旅客鐵道
  - 予讚線：菊間站 - 伊予龜岡站 - 大西站 - 波方站 - 波止濱站 - 今治站 - 伊予富田站 - 伊予櫻井站

|  |  |

### 港口

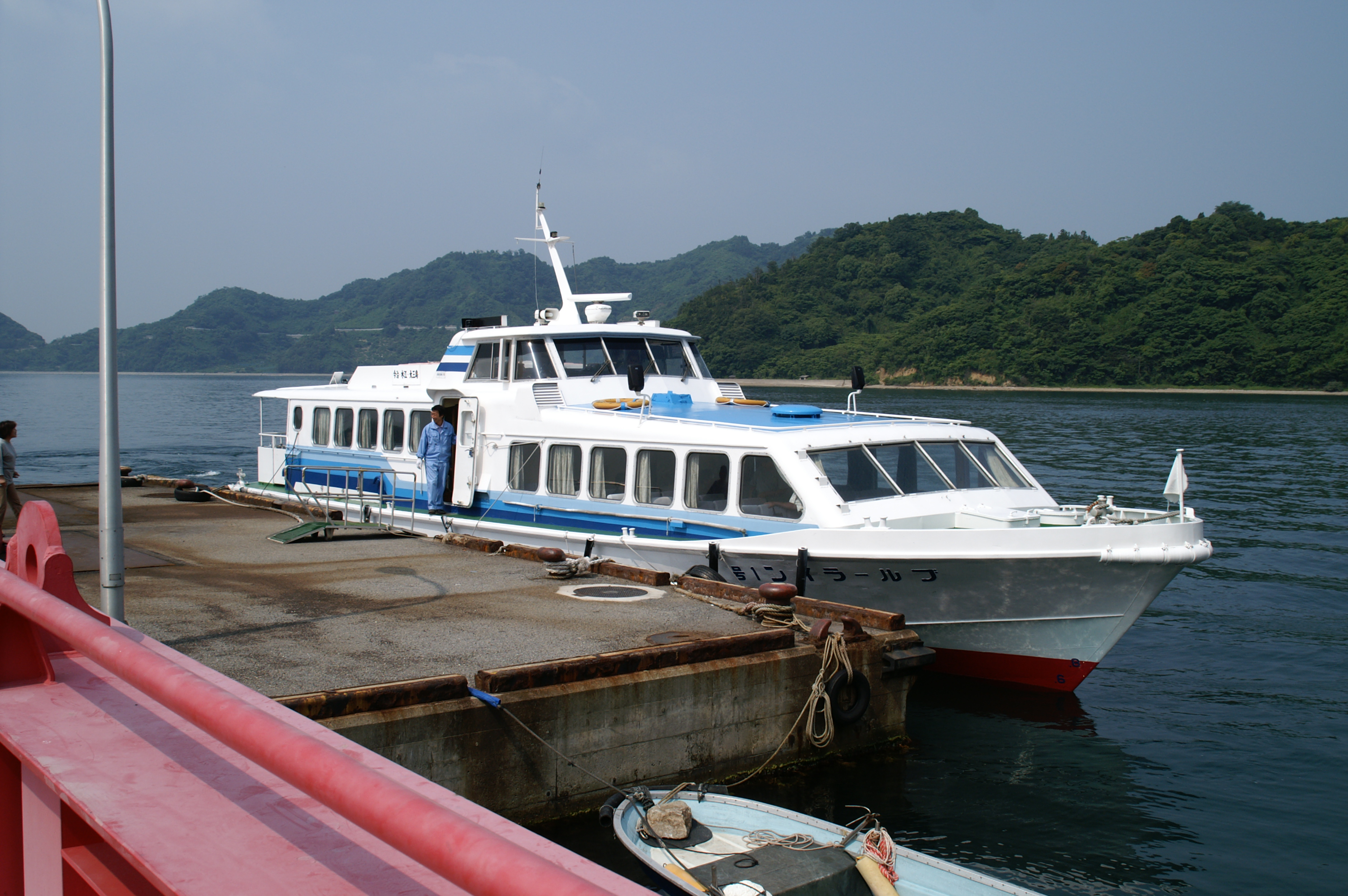
宗方港

轄區內包含許多離島，大多數島嶼皆設有港口及定期渡輪，但在西瀨戶自動車道通車後，許多島嶼可藉由公路通往本土，因此部份渡輪的航班開始減少甚至停駛。
主要港口
- 今治港
- 波方港
- 波止濱港
- 伯方港
- 菊間港
- 宮浦港
- 吉海港
- 友浦港
- 津島港
- 岡村港

### 道路
高速道路

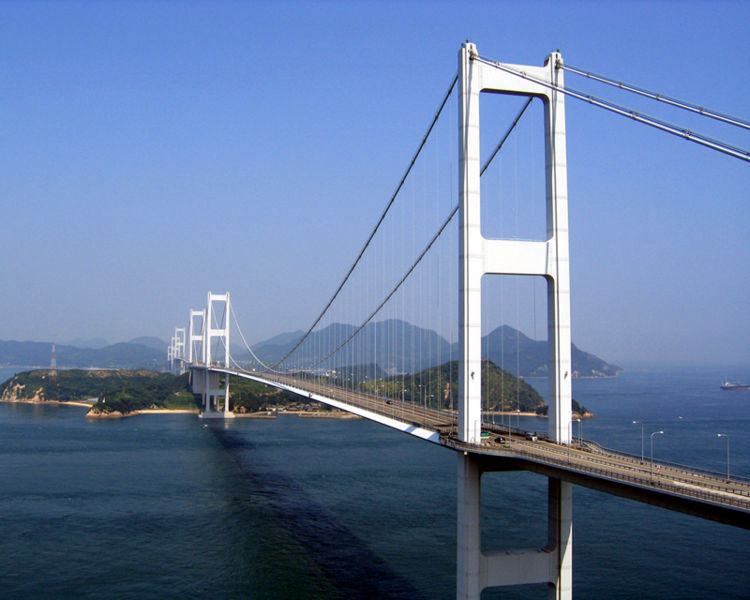
來島海峽大橋

- 西瀨戶自動車道：大三島交流道 - 上浦休息區 - 伯方島交流道 - 大島北交流道 - 大島南交流道 - 來島海峽服務區 - 今治北交流道 - 今治交流道
- 今治小松自動車道：今治湯之浦交流道

## 觀光

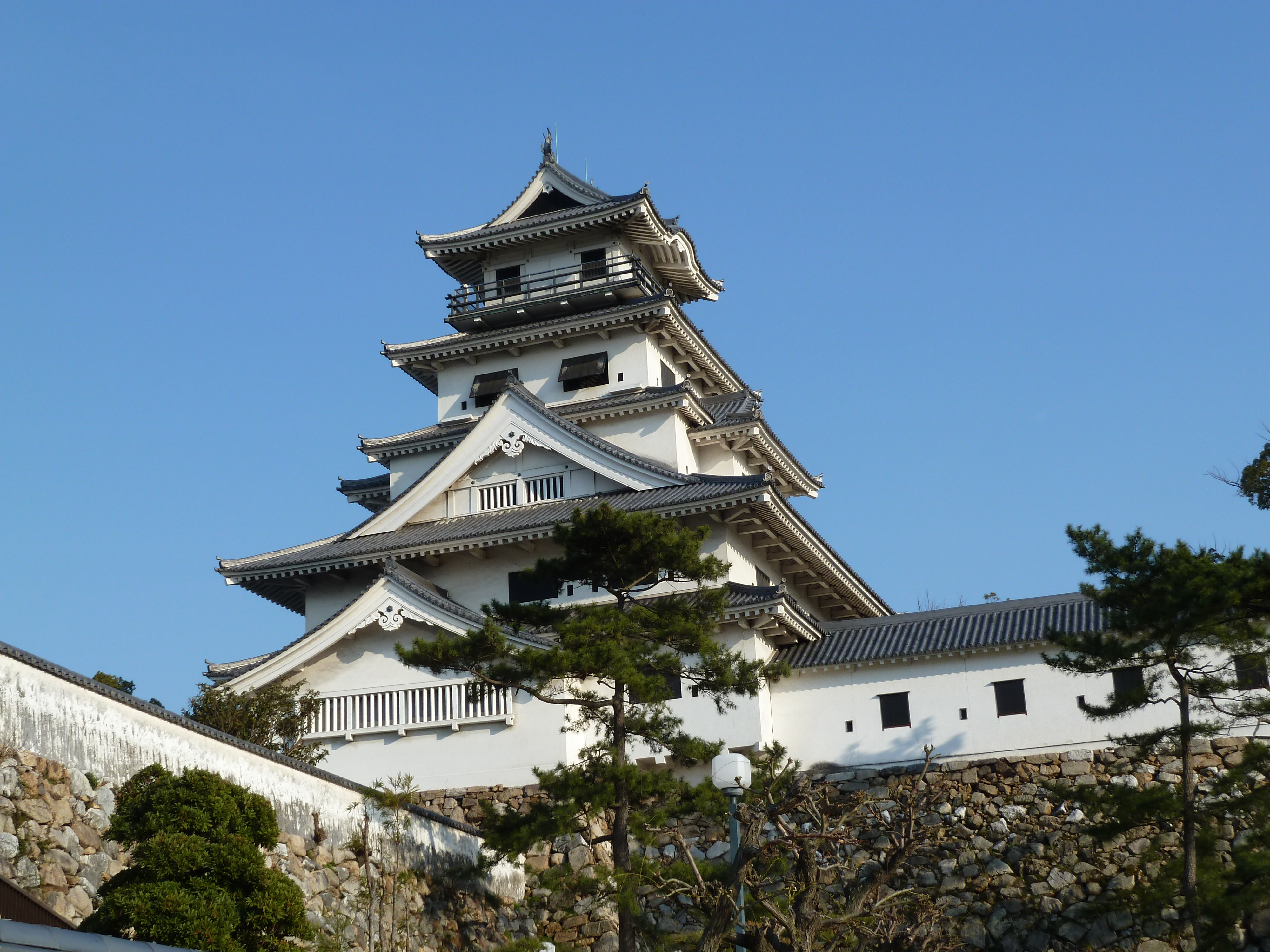
今治城重建的天守

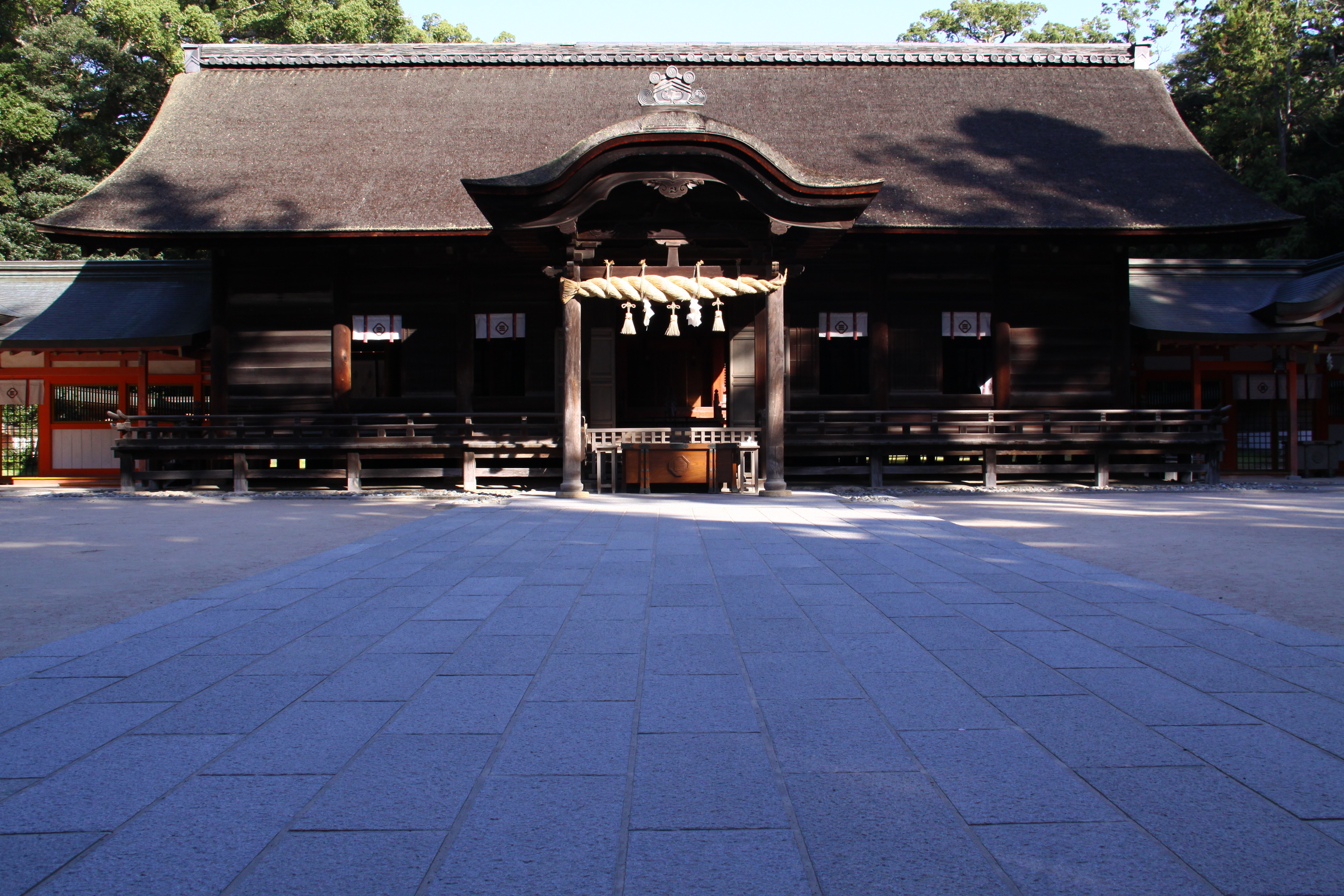
大山祇神社拜殿

- 今治城
- 愛媛文華館
- 伊予櫻井漆器會館
- 村上水軍博物館
- 櫻井石溫泉
- 鈍川温泉
- 來島海峡展望館
- 喜多浦八幡神社
- 藝予要塞遺跡
- 大山祇神社
- 龜老山展望公園
- 毛巾美術館一廣

## 教育
大學
- 今治明德短期大學

高等學校
- 愛媛縣立今治西高等學校
  - 伯方分校（日语：愛媛県立今治西高等学校伯方分校）
- 愛媛縣立今治北高等學校（日语：愛媛県立今治北高等学校）
  - 大三島分校（日语：愛媛県立今治北高等学校大三島分校）
- 愛媛縣立今治南高等學校（日语：愛媛県立今治南高等学校）
- 愛媛縣立今治工業高等學校（日语：愛媛県立今治工業高等学校）
- 今治明徳高等學校（日语：今治明徳高等学校）
- 今治明德中學校及高等學校矢田分校（日语：今治明徳中学校・高等学校矢田分校）
- 今治精華高等學校（日语：今治精華高等学校）
- 日本健康高等學校（日语：日本ウェルネス高等学校）

專修學校
- 今治看護專門學校（日语：今治看護専門学校）
- 今治商業專門學校（日语：今治商業専門学校）

特殊學校
- 愛媛縣立今治養護學校（日语：愛媛県立今治養護学校）

## 姊妹、友好城市

### 日本
- 太田市（群馬縣）
- 尾道市（廣島縣）

### 海外
- 巴拿馬城（巴拿馬巴拿馬省）
- 莱克兰（美國佛羅里達州波爾克縣）

## 本地出身人物
政治
- 越智伊平：前眾議院議員，曾任建設大臣、運輸大臣、農林水產大臣
- 菊川忠雄：前眾議院議員
- 白石洋一：眾議院議員
- 砂田重政：前眾議院議員，曾任防衛廳長官
- 野間赳：前參議院議員
- 村上誠一郎：眾議院議員，曾任內閣特命擔當大臣
- 村上紋四郎：前眾議院議員、前今治市長
- 山本順三：參議院議員
- 藤原武平太：情報處理推進機構理事長、曾任日本駐美國大使

體育
- 伊藤豐明：前自行車競速選手
- 越智大祐：職業棒球選手
- 越智亮介：職業足球選手
- 菅和範：職業足球選手
- 重松通雄：前職業棒球選手
- 高井保弘：前職業棒球選手
- 藤本修二：前職業棒球選手
- 真木和：田徑選手

### 演藝
- 青野敏行：搞笑藝人
- 伊吹友里：演歌歌手
- 近藤等則：爵士演奏者
- 扇崎秀薗：日本舞踊家
- 越智志帆：流行歌手，藝名Superfly
- 谷本久美子：爵士歌手

### 學術
- 越智道雄：英語文學學者
- 矢内原忠雄：經濟學家、東京大學校長
- 渡邊弘之：生物學家

藝文
- 智内兄助：畫家
- MAYA MAXX：畫家
- 村上三島：書法家
- 森一生：電影導演
- 馬越嘉彦：動畫師、人物設計

其他
- 凝然：華嚴宗高僧
- 清水克彦：新聞主播
- 丹下健三：建築師
- 長井健司：記者
- 村上徹：建築師

## 外部連結
- （日語） 官方网站
- （日語） 今治物產協會
- （日語） 今治市港灣振興協會（页面存档备份，存于）
- （日語） 今治市及越智郡11町村合併協議會
- OpenStreetMap上有關今治市的地理